# حزب استقلال بورتوريكو

PIP

حزب الاستقلال البورتوريكي (بالإسبانية: Partido Independentista Puertorriqueño) اختصاراً PIP هو حزب سياسي ديمقراطي اشتراكي بورتوريكي، يهدف للاستقلال الوطني، وهو أحد الأحزاب السياسية الرئيسية الثلاثة في بورتوريكو وثاني أقدم أحزاب البلاد.
يستنكر PIP حالة الارتباط الحر الحالية مع الولايات المتحدة باعتبارها حالة استعمارية.
يقع مقر الحزب في العاصمة سان خوان، ويتزعمه حالياً السياسي والمحامي البورتوريكي روبن بيريوس. وحزب الاستقلال عضو في منظمة الاشتراكيون الدوليون وفي هذا الوقت (الانتخابات الأخيرة عام 2004) له أعضاء في مجلس الشيوخ ومجلس النواب.
عادة أتباع إيديولوجية هذا الحزب يدعون الاستقلاليون (independentistas) أو الصبية (pipiolos) أو أحيانا ببساطة بالإنجليزية أنصار أنشطة الاستقلال (pro-independence activists).

## التاريخ
بدأ الحزب كجناح انتخابي للحركة المؤيدة للاستقلال. وهو أكبر أحزب الاستقلال، والوحيد على ورقة الاقتراع أثناء الانتخابات (المرشحين الآخرين يجب أن يضافوا باليد).

### التأسيس
تأسس حزب الاستقلال في العشرين من أكتوبر سنة 1946 بمدينة بايامون على يد جيلبرتو كونسبسيون دي غارسيا (المتوفي سنة 1968)، بعد أن شعر أن الحزب الشعبي الديمقراطي قد خان حركة الاستقلال وهو الذي كان الاستقلال أصلا هدفه النهائي.

### اضطهاد مكتب التحقيقات الفيدرالي (اف بي آي)
اعترفت أعلى القيادات في مكتب التحقيقات الفيدرالي الأمريكي بممارسة الاضطهاد والمراقبة لأي شخص أو منظمة تدعو لصالح استقلال بورتوريكو.
مراقبة الإف بي آي في الماضي للحركة المؤيدة للاستقلال مفصلة في 1,8 مليون وثيقة، أُفرج عن جزء بسيط منها في عام 2000.
بعد ذلك أقر مدير مكتب التحقيقات الفيدرالي لويس فريح بأن الوكالة قد شاركت في إجراءات فظيعة غير قانونية منذ الثلاثينات إلى التسعينات، ومن الوارد جدا تورط الإف بي آي في انتشار الجرائم وانتهاكات للحقوق الدستورية ضد البورتوريكيين.

### السبعينات
في عام 1971، قاد مرشح الحزب المنتخب روبين بيريوس مظاهرة ضد البحرية الأمريكية في كوليبرا. خلال انتخابات 1972 أظهر حزب الاستقلال البورتوريكي أكبر نمو في تاريخه مديراً حملة اشتراكية لصالح العمال والفقراء. بعد سنة واحدة خلال مؤتمره أعلن روبين بيريوس أن الحزب لم يقدم منهاج ماركسياً - لينينياً، وأحال هذه المسألة إلى جمعية حزب الاستقلال البورتوريكي التي صوتت لصالح موقف الحزب الراهن لصالح الديمقراطية الاجتماعية.

### التسعينات
عام 1999، شارك زعماء حزب الاستقلال البورتوريكي، وخاصة روبين بيريوس في احتجاجات بحرية فيكيس - والتي بدأت من قبل العديد من مواطني مدينة فيكيس ضد الوجود العسكري الأمريكي في بلدية الجزيرة.

### انتخابات 2004
خلال انتخابات عام 2004، كان حزب الاستقلال أمام خطر حقيقي بفقدان الاعتراف الرسمي، متحصلا على 2,4 ٪ من التصويت الحكامي، وما بين 10.5-25.5 ٪ من التصويت التشريعي.
و أعلن زعيم الحزب التاريخي روبين بريوس أنه إذا ما حصل ذلك، فإن قادة الحزب وقاعدته الانتخابية الواسعة - سيتداركون الموقف وبسرعة. وبالفعل، في أقل من أسبوعين بعد الانتخابات، حصلت قيادة حزب الاستقلال وأعضاءه على أكثر من مائة وخمسة آلاف توقيع موثق من الناخبين البورتوريكيين. تراوحت شعبية الحزب في الجزيرة والتي ساندت مرشحيه التشريعيين ما بين 10 ٪ - 25 ٪، واختار الحزب عضواً في مجلس الشيوخ وآخر برلمانياً (على مستوى الجزيرة) كناطقين للحزب في مجلسي الشيوخ والنواب البورتوريكيين. من الناحية الإيجابية للحزب في هذه الانتخابات، دخلت ماريا دي لورديس سانتياغو التاريخ تلك السنة كأول امرأة من حزب الاستقلال تنتخب لعضوية مجلس الشيوخ في بورتوريكو. من جهة أخرى أُعيد انتخاب فيكتور غارسيا سان أنوسنسيو لولاية ثالثة في مجلس النواب البورتوريكي ممثلا لحزب الاستقلال ومتحدثا باسمه منذ يناير من عام 1997.

## التضامن الدولي
تلقت قضية حزب الPIP دعماً معنوياً واسعاً من قِبل المنظمات الدولية والشخصيات العالمية الشهيرة. مثل الاشتراكيون الدوليون (أكبر منظمة للأحزاب السياسية في العالم)، من ضمنها خمسة عشر حزباً سياسياً موجوداً بالسلطة في أمريكا اللاتينية، وأيضا كوبا، ورئيس بنما مارتن توريخوس، فضلا عن مجموعة واسعة من الكتـّاب والفنانين المعروفين عالمياً.
في 26 يناير 2006، انضم غابرييل غارسيا ماركيز الحائز على جائزة نوبل إلى مشاهير عالميين آخرين من أمثال ماريو بينيديتي، إرنستو ساباتو، تياغو دي ميلو، إدواردو غاليانو، كارلوس مونسيفايس، بابلو أرماندو فرنانديز، خورخي إنريكي عضوم، بابلو ميلانيس، لويس رافاييل سانشيز، مايرا مونتيرو وأنا ليديا فيغا، في دعم استقلال بورتوريكو، واشترك بالمؤتمر اللاتيني والكاريبي من أجل استقلال بورتوريكو، الذي أقر حق الجزيرة الوطني في تأكيد استقلالها بمصادقة أحزاب سياسية من 22 بلدا بالإجماع في تشرين الثاني / نوفمبر 2006 ؛ دعوة غارسيا ماركيز للاعتراف باستقلال بورتوريكو تم الحصول عليها بناءً على طلب من حزب استقلال بورتوريكو. تعهده بتقديم الدعم لحركة الاستقلال البورتوريكية هو جزء من جهد أوسع نطاقا انبثق عن المؤتمر اللاتيني والكاريبي الداعم استقلال بورتوريكو.

## وصلات خارجية
- [الموقع الرسمي حرب الاستقلال البورتوريكي : www.independencia.net]